# 라이저우만
라이저우만(중국어 간체자: 莱州湾, 정체자: 萊州灣, 병음: Láizhōu Wān)은 보하이해 남쪽의 만이다. 산둥반도의 북쪽, 황하 하구의 동쪽에 위치하고 있다.

## 같이 보기
- 라이저우시